# Phường 3, thành phố Cao Lãnh
Phường 3 là một phường thuộc thành phố Cao Lãnh, tỉnh Đồng Tháp, Việt Nam.

## Địa lý
Phường 3 nằm ở trung tâm thành phố Cao Lãnh, có vị trí địa lý:
- Phía đông giáp huyện Cao Lãnh
- Phía tây giáp Phường 2 và Phường 4
- Phía nam giáp Phường 6 và xã Tịnh Thới
- Phía bắc giáp huyện Cao Lãnh và phường Mỹ Phú.

Phường 3 có diện tích 3,44 km², dân số năm 2008 là 11.311 người, mật độ dân số đạt 3.280 người/km².

## Hành chính
Phường 3 được chia thành 5 khóm: Mỹ Đức, Mỹ Hưng, Mỹ Long, Mỹ Phước, Mỹ Thiện.

## Lịch sử
Phường 3 là một phần đất của xã Mỹ Trà cũ, là xã vùng ven thị xã Cao Lãnh (nay là thành phố Cao Lãnh).
Thị xã Cao Lãnh từng là tỉnh lỵ tỉnh Kiến Phong dưới thời Việt Nam Cộng hoà.
Sau năm 1975, thị xã Cao Lãnh trở lại thành thị trấn Cao Lãnh và là huyện lỵ của huyện Cao Lãnh.
Ngày 23 tháng 2 năm 1983, Hội đồng Bộ trưởng ban hành Quyết định 13-HĐBT về việc thành lập phường III trên cơ sở một phần đất của thị trấn Cao Lãnh cũ.
Đến năm 1986, cắt 2 ấp Mỹ Đức, Mỹ Long của xã Mỹ Trà sáp nhập vào phường 3.
Đến năm 1987, sau khi xây dựng hoàn thành trụ sở UBND phường 3 tiến hành giao trả đất cho phường 2 từ ngã tư Lê Lợi đến sông Cầu Sáng.
Đến tháng 9 năm 1986, sáp nhập ấp Mỹ Thiện của xã Mỹ Trà vào phường 3. Lý do ấp Mỹ thiện đến tháng 9 mới cắt nhập vào phường 3 do tình hình tập đoàn thiếu nợ lương thực sau khi Mỹ Trà hoàn thiện sổ sách thì ấp Mỹ Thiện chính thức nhập vào phường 3.
Ngày 16 tháng 1 năm 2007, Chính phủ ban hành Nghị định 10/2007/NĐ-CP về việc thành lập thành phố Cao Lãnh thuộc tỉnh Đồng Tháp. Phường 3 trực thuộc thành phố Cao Lãnh.